# Johann Georg Rößing
Johann Georg Rößing (auch Rössing)  (* 22. August 1778 in Frankfurt am Main; † 26. Juli 1820 ebenda) war ein Richter und Politiker der Freien Stadt Frankfurt.
Johann Georg Rößing war der Sohn des Procurators Johann Nicolaus Alexander Rössing († 1786) aus Altenstadt bei Friedberg, der 1750 Frankfurter Bürger geworden war. Rößing studierte ab 1796 an der Universität Erlangen und ab 1798 an den Universitäten Jena und Göttingen Rechtswissenschaften und disputierte 1799 in Göttingen pro gradu. Sein hinterlassenes Stammbuch zeugt von einer turbulenten Studienzeit im Harmonistenorden. Rößing war Advokat und später Stadtgerichtsrat in Frankfurt am Main. Von 1816 bis 1820 war er als Senator Mitglied im Senat der Freien Stadt Frankfurt. Er gehörte dem Gesetzgebenden Körper von 1817 bis 1820 an.